# In Concert - Mirage Tour '82
Fleetwood Mac In Concert - Mirage Tour '82 è un video del gruppo rock anglo-statunitense Fleetwood Mac. Venne pubblicato in videocassetta nel 1983 e successivamente in DVD. Contiene il concerto live registrato  durante il tour che porta il nome dell'album Mirage uscito nel 1982. 

## Tracce
1. The Chain
2. Gypsy
3. Love in Store
4. Not That Funny
5. You Make Loving Fun
6. I'm So Afraid
7. Blue Letter
8. Rhiannon
9. Tusk
10. Eyes of the World
11. Go Your Own Way
12. Sisters of the Moon
13. Songbird

## Formazione
- Mick Fleetwood: batteria
- John McVie: basso
- Christine McVie: voce, tastiere
- Stevie Nicks: voce
- Lindsey Buckingham: voce, chitarra